# Salora
Salora este o companie finlandeză de produse electronice, pentru multă vreme parte a grupului Nokia.
În 1928, la Salo, Fjalar Nordell (1903–1976) și Lauri Koskinen au pus bazele unei firme de produse electronice numite Radioliike Nordell & Koskinen. În anul 1945 numele a fost modificat în Salora Oy, prin alăturarea cuvintelor Salo și radio.
Principalele produse ale companiei au fost: televizoare, aparate radio, aparate de înregistrare magnetică.
În 1975 firma a început colaboarea cu Nokia, pentru producția de telefoane mobile.
În 1982, firma a devenit parte a grupului Nokia.
Din motive comerciale, anul 2006 a fost ultimul în care Nokia a mai folosit numele de marcă Salora.
În ianuarie 2008 firma Kjaerulff 1 Oy a cumpărat numele de marcă Salora de la Salora Finland Oy, subsidiară Nokia.